# Василий (Савов)
Епи́скоп Васи́лий (в миру Васил Иванов Савов; 21 ноября 1984, Силистра) — епископ Болгаркой православной церкви, титулярный епископ Драговитийский.

## Биография
Начальное образование получил в селе Черногор, затем продолжил обучение в Софийской духовной семинарии имени Святого Иоанна Рыльского, которую успешно окончил в 2003 году и продолжил богословскую подготовку на богословском факультете Софийского университета имени святого Климента Охридского.
В 2006—2007 годах проходил языковую специализацию в богословской школе города Килкис (Кукуш), Греция. В 2008 году получил степень бакалавра богословия, а 5 апреля 2008 года принял монашеский постриг в митрополичьем храме святителя Николая в городе Видин. 29 июня того же года был рукоположен в сан иеродиакона Видинским митрополитом Дометианом в Софийской духовной семинарии. 27 июля 2008 года был рукоположен в сан иеромонаха епископом Величским Сионием (Радевым) в митрополичьем храме святителя Николая в Видине.
В 2009—2010 годах служил приходским священником в митрополичьем храме святителя Николая в городе Видин. С марта 2010 года по июнь 2014 года был игуменом древнего Чипровского монастыря имени Святого Иоанна Рыльского. 19 октября 2010 года, в день престольного праздника монастыря, был возведён в достоинство архимандрита Видинским митрополитом Дометианом.
С июня 2014 года по решению Священного Синода Болгарской Православной Церкви был зачислен в братство Троянского монастыря. В 2015—2016 годах защитил степень магистра богословия на богословском факультете Софийского университета имени святого Климента Охридского.
В 2016 году по решению Священного Синода Болгарской православной церкви направлен на специализацию в Общецерковную аспирантуру и докторантуру имени святых равноапостольных Кирилла и Мефодия в Москве, куда зачислен 15 августа 2017 года для обучения на заочной форме обучения по программе «Актуальные проблемы богословия».
15 июля 2017 года патриархом Болгарским Неофитом был назначен протосинкеллом Софийской епархии. Эту должность он исполнял до 11 июля 2024 года. С 11 июля 2024 года по настоящее время является настоятелем кафедрального митрополичьего храма святой великомученицы Недели в Софии.
26 июня 2025 года Священный Синод Болгарской православной церкви избран титулярным епископом Драговитийским и назначен игуменом Троянского монастыря.
6 июля 2025 година в храме-пмятнике святого Александра Невского в Софии был рукоположен в сан титулярного епископа Драговитийского. Хиротонията совершили: Патриарх Болгарский Даниил, митрополит Великотырновский Григорий (Стефанов), митрополит Ловчанский Гавриил (Динев), митрополит Пловдивский Николай (Севастиянов), митрополит Варненский и Великопреславский Иоанн (Иванов), митрополит Неврокопский Серафим (Динков), митрополит Старозагорски Киприан (Казанджиев), митрополит Сливенский Арсений (Лазаров), епископ Мельнишкий Герасим (Георгиев), епископ Адрианопольский Евлогий (Стамболджиев), епископ Тивериопольский Тихон (Иванов), епископ Величский Сионий (Радев), епископ Белоградчишкий Поликарп (Петров), епископ Агатопольский Иерофей (Косаков), епископ Константийский Михаил (Диловский), епископ Главиницкий Макарий (Чакыров), епископ Вельбыждский Исаак (Бояджийский), епископ Маркианополский Богослов (Димитров) и епископ Браницки Иоанн (Пешев).